# Etlingera stenophylla
Etlingera stenophylla là một loài thực vật có hoa trong họ Gừng. Loài này được Karl Moritz Schumann mô tả khoa học đầu tiên năm 1899 dưới danh pháp Amomum stenophyllum. Năm 2012, Axel Dalberg Poulsen chuyển nó sang chi Etlingera.

## Phân bố
Loài này có tại miền bắc đảo Sulawesi.